# Kazimierz Matuszny
Kazimierz Władysław Matuszny (ur. 4 marca 1960 w Milówce) – polski polityk i inżynier, poseł na Sejm V, VI, VIII i IX kadencji.

## Życiorys
Ukończył studia na Wydziale Automatyki Elektroniki i Informatyki Politechniki Śląskiej, po których pracował w Zakładzie Chemii Energetycznej Ciepłownictwa i Ochrony Środowiska w Gliwicach jako specjalista. Od 1988 zasiadał w zarządzie prywatnego przedsiębiorstwa, później prowadził wyciąg narciarski w Kamesznicy. Działa także w Ruchu Światło-Życie. W wyborach samorządowych w 1998 bezskutecznie ubiegał się o mandat radnego powiatu żywieckiego z listy Akcji Wyborczej Solidarność.
Z listy Prawa i Sprawiedliwości w wyborach parlamentarnych w 2001 bez powodzenia kandydował do Sejmu. W wyborach w 2005 został wybrany na posła V kadencji w okręgu bielskim. W wyborach parlamentarnych w 2007 po raz drugi uzyskał mandat poselski, otrzymując 13 379 głosów. W 2011 bezskutecznie ubiegał się o reelekcję. W 2014 z ramienia PiS uzyskał natomiast mandat radnego sejmiku śląskiego V kadencji.
W 2015 ponownie wystartował do Sejmu w okręgu bielskim. Uzyskał mandat posła VIII kadencji liczbą 9345 głosów. W wyborach w 2019 został wybrany na kolejną kadencję Sejmu, otrzymując 12 967 głosów. W wyborach w 2023 nie uzyskał poselskiej reelekcji.
Żonaty, ma troje dzieci.